# Néfeles

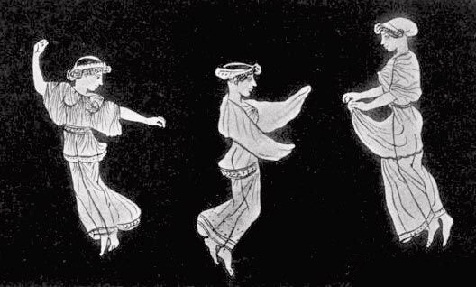
Néfeles

En la mitología griega las Néfeles (en griego Νεφέλαι Nefélai, ‘nubes’) eran las ninfas de las nubes y nunca son especificadas de manera individual. Se dice que estas ninfas habían nacido del «padre Océano de profundo resonar». En los himnos órficos se dice que Tetis es la «madre de las sombrías nubes y de toda clase de fuentes de las ninfas que abundan en los cursos de agua». Sin embargo Aristófanes, en su obra Las nubes, afirmaba que eran hijas del Éter, personificación del cielo superior.
Las néfeles ascendían desde el río Océano, su padre, llevando hasta los cielos en unos cántaros las aguas de este inmenso río que circunvalaba toda la Tierra. Desde allí las arrojaban, dando vida a la naturaleza y alimentando las corrientes de sus hermanos, los ríos y ramblas. Se las representaba, al igual que a sus hermanas las náyades, como hermosas jóvenes que vertían el agua de sus cántaros desde el cielo.

Aéreas nubes, nutridoras de los frutos, errantes por el cielo, engendradoras de lluvia, empujadas por las corrientes de aire por el universo; atronadoras, ardientes, de retumbantes ruidos, que os movéis esparciendo agua con un terrorífico estrépito en el seno del aire, retumbando en vuestra carrera, al ser arrastradas a la fuerza por los vientos. A vosotras, ahora, os suplico que, repletas de agua y ayudadas por suaves brisas, enviéis fructíferas lluvias a la madre tierra.
Himno órfico XXI, A las nubes

Estas ninfas también pudieran ser las asistentas de Artemisa, aunque no se especifica que sean ninfas de las nubes; al menos Calímaco nos dice que Artemisa escogió una comitiva de «sesenta ninfas oceánides». Ovidio por lo menos nos da el nombre de seis de ellas: «más hábil que aquéllas, la isménide Crócale (Κροκάλη ‘orilla del mar’) le recoge en un moño los cabellos esparcidos en torno al cuello, aunque ella los llevaba sueltos. Néfele (Νεφέλη, ‘nube’), Híale (Ὑάλη, ‘cristal’), Ránide (Ῥανίς, ‘gota [de lluvia]’), Psécade (Ψεκάς, ‘lluvia’) y Fíale (Φιάλη, ‘cuenco [de agua]’) cogen agua en grandes recipientes y la vierten sobre ella».
De la misma manera en la mitografía también se nos habla de dos muchachas hechas de nubes, que pudieran ser o no este tipo de ninfas. Apolodoro nos dicen que «Alejandro se dirigía a Troya con una imagen de Helena hecha de nubes». También: «cuando Hera lo denunció, Zeus deseoso de conocer la verdad formó una nube semejante a Hera y la colocó cerca de Ixión». 